# Kieswet (Nederland)
De huidige Kieswet is een Nederlandse wet die in 1989 is vastgesteld. De wet regelt de verkiezingen voor de leden van de Eerste Kamer en Tweede Kamer der Staten-Generaal, het Europees Parlement, Provinciale Staten, algemene besturen van waterschappen, eilandsraden en gemeenteraden.
De huidige Kieswet dateert van 1989. Het betreft een organieke wet.

## Kandidatenlijst
De kandidaten waaruit gekozen kan worden zijn onderverdeeld in kandidatenlijsten. In het geval dat een kandidatenlijst door een politieke partij (formeel: politieke groepering die een vereniging met volledige rechtsbevoegdheid is) wordt ingediend kan de aanduiding daarvan op het stembiljet boven deze lijst met namen van kandidaten geplaatst worden.

## Uitvoering
Het ministerie van Binnenlandse Zaken en Koninkrijksrelaties beheert de Kieswet en zorgt voor de landelijke opkomstbevordering.
Het ministerie financiert de onafhankelijke Kiesraad. De Kiesraad adviseert de minister van Binnenlandse Zaken en Koninkrijksrelaties over de Kieswet en de verkiezingen van de Tweede Kamer, Eerste Kamer en het Europees Parlement. Sinds 1951 is het ook het centraal stembureau voor de verkiezingen dat wil zeggen de Raad stelt de officiële verkiezingsuitslagen vast. Politieke partijen die deel willen nemen aan de verkiezingen kunnen zich bij de Kiesraadlaten registreren. Om vragen over kiesrecht en verkiezingen van ambtenaren, politieke partijen, bestuurders en burgers te beantwoorden zet de Kiesraad ondersteunende software en een callcenter in.
Gemeenten zorgen bij verkiezingen voor:
- verspreiden stempassen en kandidatenlijsten
- de inrichting en bemanning van circa 10.000 stembureaus
- correcte toepassing van de kieswet in de stembureaus
- het doorgeleiden van de uitslagen per stembureau (het zgn. proces-verbaal) naar het hoofd- en centrale stembureau

Veel gemeenten zorgen ook voor mogelijkheden voor politieke partijen om campagne te voeren (bijvoorbeeld borden om posters te plakken), opkomstbevorderende maatregelen meestal in de lokale huis-aan-huisbladen en organiseren ook een verkiezingsuitslagavond in het raad- of gemeentehuis. De gemeente Den Haag heeft een bijzondere taak. Nederlanders die niet ingeschreven staan bij een gemeente en zich in het buitenland bevinden kunnen schriftelijk stemmen in Den Haag. Daarvoor moet men zich wel tijdig registreren. Daardoor krijgt men het benodigde stemformulier toegezonden.

## Kosten en middelen
Het ministerie van Binnenlandse Zaken en Koninkrijksrelaties berekende in 2005 door terugdringing van de administratieve lasten er komende jaren per verkiezing door inwoners 2.672.591 uren en € 39.361 kosten worden gemaakt.
De kosten van de Kiesraad zijn voor 2010 begroot op € 2,7 miljoen waarvan € 1,7 miljoen verplicht is op grond van de Kieswet. Daarbovenop heeft het ministerie jaarlijks nog ca. 11% apparaatsuitgaven en wordt er extra tussen de € 1,2 en € 1,5 miljoen uitgetrokken voor opkomstbevordering Tweede Kamerverkiezingen.
In 2002 is berekend dat gemeenten samen per verkiezing € 3,6 miljoen betalen aan de vergoeding die stembureauleden ontvangen. Gemeenten geven naar schatting zeker nog eens eenzelfde bedrag uit aan bijvoorbeeld het verspreiden van stempassen en kandidatenlijsten, het huren en inrichten van stemlokalen. Een verkiezing kost de gemeenten nu dus tussen de € 8 miljoen en € 10 miljoen. De kosten zijn in 2010 eenmalig extra hoog geweest, omdat veel gemeenten moesten terugschakelen van stemcomputers naar stemhokjes met potlood.
Daarnaast maken politieke partijen nog kosten voor verkiezingen. Zo bedroegen die kosten voor de Tweede Kamerverkiezingen 2006:
- GroenLinks   € 850.000
- VVD          € 1,3 miljoen
- CDA          € 1,5 à € 2 miljoen
- PvdA         € 2.275.430
- D66          € 1.246.127 (incl. gemeenteraadsverkiezingen)
- SP           € 1.823.200 (incl. gemeenteraadsverkiezingen)

Dit zijn uiteraard niet wettelijk verplichte kosten.

## Geschiedenis en wijzigingen
De eerste kieswet in Nederland werd in 1850 ingevoerd. Zie over de historie van de kieswet ook de artikelen Nederlandse Grondwet en Caoutchouc-artikel.
De vorige Kieswet (Stb. 1951, 290) had dezelfde naam.
In de Kieswet worden regelmatig technische wijzigingen aangebracht, bijvoorbeeld door verwerking van de gevolgen van gemeentelijke herindelingen. Inhoudelijke wijzigingen sinds 1989 zijn onder meer:

### 2006: tijdelijke vervanging
De Wet van 7 september 2006, houdende regeling van de tijdelijke vervanging van leden van de Tweede Kamer en Eerste Kamer der Staten-Generaal, de provinciale staten en de gemeenteraden wegens zwangerschap en bevalling of ziekte heeft aan de Kieswet artikel X 10, X 11 en X 12 toegevoegd, nadat eerst de Grondwet hiervoor was gewijzigd (Grondwetsherziening 2005).
De voorzitter van een vertegenwoordigend orgaan verleent aan een lid van dat orgaan op diens verzoek tijdelijk ontslag, indien het lid naar verwachting minstens 8 weken wegens ziekte niet in staat is het lidmaatschap uit te oefenen. Het lidmaatschap herleeft van rechtswege na 16 weken. De voorzitter van het centraal stembureau benoemt een vervanger voor de plaats die is opengevallen als gevolg van zo'n tijdelijk ontslag. Degene die als vervanger is benoemd houdt op lid te zijn met ingang van de dag waarop 16 weken zijn verstreken sinds de dag van ingang van het tijdelijk ontslag, onverminderd de mogelijkheid dat het vervangende lidmaatschap op een eerder tijdstip eindigt. De vervanging kan echter niet worden verkort vanwege het feit dat degene die tijdelijk ontslag is verleend in staat is zijn werkzaamheden te hervatten. Er kan na afloop, als betrokkene nog ziek is, op diens verzoek wel opnieuw tijdelijk ontslag verleend worden. Per lid kan het ten hoogste driemaal per zittingsperiode (gedurende al of niet aaneengesloten periodes).
De voorzitter van het centraal stembureau benoemt een vervanger volgens de algemene regels voor opvolging, op basis van de verkiezingsuitslag, zoals die ook gelden bij definitief vertrek en overlijden. Iemand die tijdelijk als vervanger optreedt heeft geen recht op wachtgeld en bouwt geen pensioen op.

### 2007: stemcomputers
Wijziging van 1 januari 2007, waardoor het stemmen via stemcomputers niet meer werd toegestaan.

### 2017: lijstencombinatie
Wijziging van 1 december 2017, waarbij de mogelijkheid tot verbinding van kandidatenlijsten tot een lijstencombinatie geschrapt werd.

### 2023: Instellen Gemeentelijk Stembureau (GSB)
Per 1 januari 2023 treedt de wet Nieuwe procedure vaststelling verkiezingsuitslagen in werking, met als belangrijkste vernieuwing dat er Gemeentelijk Stembureaus (GSB) worden ingesteld. Volgens het Ministerie van Binnenlandse Zaken en Koninkrijksrelaties is het belangrijkste doel van dit wetsvoorstel "het creëren van mogelijkheden om tijdig voor de vaststelling van de uitslag van een verkiezing eventuele (tel)fouten te constateren en op een transparante en controleerbare manier te corrigeren".
Met de nieuwe procedure wordt in elke gemeente voor elke verkiezing een GSB ingesteld om de verkiezingsuitslag op gemeenteniveau vast te stellen. Gemeenten krijgen de keuze uit 2 manieren van het tellen van de stemmen:
1. De stembureaus voeren op de avond van de stemming een complete telling uit. Het GSB controleert de volgende dag, in het openbaar en op een centrale locatie, de processen-verbaal van alle stembureaus, en telt de stemmen opnieuw als het stembureau fouten heeft gemaakt, of als er onverklaarde telverschillen zijn.
2. De stembureaus tellen op de avond van de stemming alleen hoeveel stemmen er op elke partij zijn uitgebracht. De stemmen op de kandidaten worden nog niet geteld. Dat gebeurt de volgende dag, door het GSB, in het openbaar en op een centrale locatie met een nieuwe ploeg tellers. Dit wordt ook wel centraal tellen genoemd.

Nadat het GSB de uitslag op gemeenteniveau heeft vastgesteld, worden alle processen-verbaal gepubliceerd op de gemeentelijke website. Zo kunnen belangstellenden nagaan hoe er in hun stembureau is gestemd. Als zij fouten ontdekken in een of meer processen-verbaal, kunnen zij die melden bij het centraal stembureau. Het centraal stembureau, dat ook een aantal controletaken krijgt, kan het GSB opdragen om eventuele fouten te corrigeren. Nadat dit is gebeurd, stelt het CSB de uitslag van de verkiezing vast. 
Een andere wijziging is dat kandidaten en zittende leden van het orgaan waarvoor de verkiezing wordt gehouden (gemeenteraad, Provinciale Staten, Tweede Kamer) niet langer lid kunnen zijn van een stembureau. Daarnaast wordt de termijn tussen de dag van de stemming en de benoeming van de nieuw gekozen raads-, Staten- of Kamerleden verlengd van 8 naar 14 dagen. Deze verlenging is nodig om iedereen die een rol heeft in het proces van uitslagvaststelling, de gelegenheid te geven om zijn of haar taken goed te vervullen.

### Concept wetsvoorstel 'Met één stem meer keus'
Overwogen wordt om de kiezer naar keuze te laten kiezen voor een lijst of een kandidaat.